# Generación de la posguerra
La Generación de la posguerra (en asturiano, "Xeneración de la posguerra") es una corriente literaria formada por diversos escritores en asturiano, principalmente aquellos nacidos entre los años 1909 y 1923, y que desarrollaron su labor desde la década de 1940 hasta 1973, durante la dictadura del general Franco. También se la conoce como "Decadencia".

## Características
Los intelectuales asturianistas, después de la muerte de la Real Academia Asturiana de las Artes y las Letras por motivos económicos, se acogieron a la nueva institución cultural creada en 1945, el Real Instituto de Estudios Asturianos. Éste, se ocuparía en su sección filológica y lingüística del estudio del idioma y literatura asturianos. Sin embargo, la calidad literaria, salvo contadas excepciones, decae, así como el estudio del idioma, que se basa en el estudio por separado del asturiano por concejos.
El patrón literario que triunfa no es el culto, que vendría de Juan María Acebal y Gutiérrez desde el siglo XIX y que tiene en Pepín de Pría y Fernán Coronas (Rexonalismu) a sus grandes continuadores, sino el modelo literario basado en el verso ocurrente de Teodoro Cuesta.
Es, en general, una característica de estos poetas el uso diglósico de la lengua, el humorismo, una sintaxis difícil de leer, castellanización, el uso de hiperasturianismos y vulgarismos, baja atención crítica. El uso ortográfico suele buscar la diferenciación con el castellano, cayendo muchas veces en el uso de castellanismos, siendo bastante complicado. Los géneros más comunes serán el de la poesía festiva y el del monólogo.
La prosa, de desarrollo más tardío en esta época, también va en busca del personaje prototípico, del paisanaje.
Es en este periodo cuando la literatura asturiana llega a su máximo grado de degradación. El estudio de la lengua es llevado adelante por la Universidad de Oviedo y el Real Instituto de Estudios Asturianos, que miran para la lengua como algo arqueológico, folclórico o filológico.
En 1968 se presenta en sociedad la asociación "Amigos del Bable", en Gijón, patrocinada por los escritores José León Delestal y Lorenzo Novo Mier, que será el comienzo de la recuperación de la idea de normalización del idioma asturiano.

## Autores
- Florina Alías
- Luis Aurelio Álvarez
- Xose Benito Álvarez-Buylla
- Anxelu
- Constantino Cabal
- Matías Conde
- José León Delestal
- Aladino Fuente Vega
- Antonio García Oliveros
- Bernardo Guardado
- Laudelino León
- José María Malgor
- Gabino Muñiz García-Robés
- Lorenzo Novo Mier
- Emilio Palacios
- Francisco Sarandeses
- Eladio Verde
- Bernardo Guardado

Desde el exilio podemos destacar:
En México, a Matías Conde y Ángeles López Cuesta.
En Argentina, a Enrique Pérez y Xosé Antón Naves.

### Autores contemporáneos que escriben su obra más tarde
- María Josefa Canellada
- Mánfer de la Llera
- Nené Losada
- Sabel de Fausta